# Висунь (селище)
Висунь — селище в Україні, у Казанківській селищній громаді Баштанського району Миколаївської області. Населення становить 116 осіб.